# Melvin und Howard
Melvin und Howard ist ein Spielfilm des US-amerikanischen Regisseurs Jonathan Demme aus dem Jahr 1980. Die Tragikomödie, die auf einer wahren Begebenheit basiert, wurde vom Filmstudio Universal Pictures produziert.

## Handlung
Die USA, in den 1970er Jahren: In der Wüste Nevadas, in der Nähe der Kleinstadt Tonopah, trifft der Familienvater Melvin Dummar auf dem Heimweg von der Nachtschicht während eines kurzen Zwischenstopps auf einen auf dem Wüstenboden liegenden, verwahrlosten älteren Herrn. Melvin bietet dem Mann, der sich offenbar an seiner linken Schulter verletzt hat, an, ihn zum nächsten Arzt zu bringen bzw. bei der Gemeindeschwester im nächsten Dorf abzusetzen. Der Unbekannte will sich aber auf das freundliche Angebot partout nicht einlassen, verlangt aber schließlich, nach Las Vegas gefahren zu werden. Melvin, der in einer Magnesiumfabrik in Gabbs arbeitet, lässt sich überreden. Auf der Fahrt nach Las Vegas eröffnet der vermeintliche Penner Melvin, dass er Howard Hughes sei. Melvin glaubt ihm jedoch nicht. Die Fahrt endet am Hintereingang eines Hotels, wo Melvin, bevor er sich verabschiedet, dem heruntergekommenen Mann sein letztes Kleingeld gibt und ihm rät, besser auf sich aufzupassen.
Melvin kehrt erst am frühen Morgen in sein Zuhause, einer Wohnwagensiedlung in Gasp, zurück, das er mit seiner Tochter Darcy und seiner Ehefrau Lynda bewohnt. Lynda wird wenig später aus dem Schlaf gerissen, als man das Motorrad und den Pick-up der Familie pfändet. Sie hat sich dazu entschlossen, aus der ruinösen Ehe mit Melvin die Konsequenzen zu ziehen. Noch am selben Tag verlässt sie mit ihrem Geliebten und der gemeinsamen Tochter den schlafenden Melvin. Doch ihr neues Glück währt nur kurz; es kommt zu einer tätlichen Auseinandersetzung des Liebespaares in Reno und schließlich zur Trennung. Lynda möchte nicht zu Melvin zurückkehren, spendiert aber ihrer unter Heimweh leidenden Tochter eine Busfahrkarte zurück nach Hause.
Melvin kommt über den Verlust seiner Ehefrau nicht hinweg und sucht sie in Reno. Dort trifft er sie in einem Nachtclub, in dem sie als Nackttänzerin arbeitet. Melvin rastet aus und provoziert damit eine Schlägerei, die schließlich dazu führt, dass Lynda ihren Job verliert. Als sie bald darauf als spärlich bekleidete Bardame in einem anderen Amüsierbetrieb arbeitet, wird sie wieder von Melvin aufgesucht, der ihr die amtliche Benachrichtigung überbringt, in der ihm das Sorgerecht für Darcy zugesprochen wird. Wütend übergießt ihn Lynda mit Bier und verliert durch diesen Vorfall erneut ihren Job.
Wenige Monate später erhält Melvin einen Anruf aus Anaheim, Kalifornien, wo die frisch Geschiedene verlangt, Darcy wiederzusehen. Die einfältige Lynda, die wieder schwanger ist, lässt sich von Melvin dazu überreden, nach Las Vegas zurückzukommen und ihren Ehemann ein zweites Mal zu heiraten. Melvin arbeitet kurz darauf als Milchmann bei der Rockwood-Molkerei in Glendale, wo er gute Aussichten hat, Mitarbeiter des Monats zu werden und einen Fernseher zu gewinnen. In der Zwischenzeit gebärt Lynda zur Freude der Familie ihr zweites Kind, einen Sohn: Fallon.
Nachdem die Familie erneut von Schulden belastet und das Auto gepfändet wird, beschließt Melvin, seine attraktive Gattin als Kandidatin für die Gewinnshow Easy Street anzumelden. Aufreizend gekleidet tritt Lynda dort mit einem Stepptanz auf. Zu Melvins großer Überraschung gewinnt Lynda eine Couch-Garnitur sowie ein Klavier und den Überraschungspreis von 10.000 Dollar. Von dem gewonnenen Geld kaufen sich die Dummars ein Haus im Wert von 44.000 US-Dollar. Melvin kauft in seiner Euphorie ein Boot und einen teuren Cadillac, Anschaffungen, die sich die Familie nicht leisten kann. Abermals hat die Familie einen Schuldenberg angesammelt. Es kommt endgültig zum Bruch zwischen Lynda und Melvin, die ihren Ehemann einen „Verlierer“ nennt und mit Darcy das gemeinsame Haus verlässt.
Melvin lässt sich auf eine Beziehung mit seiner Arbeitskollegin Bonnie ein, die ebenfalls geschieden ist und zwei Kinder aus erster Ehe hat. Sie plant, eine gewinnbringende Tankstelle in Willard am Salt Lake in Utah zu übernehmen. Melvin lässt sich auf das Abenteuer ein, das sich jedoch ebenfalls als finanzielles Fiasko entpuppt.
Zur selben Zeit berichten die Medien vom Tod des US-amerikanischen Milliardärs Howard Hughes und Melvin erinnert sich an das Zusammentreffen mit dem alten Mann in der Wüste, der sich als Hughes ausgab. Kurze Zeit später besucht ein gutgekleideter Geschäftsmann die Tankstelle der Dummars in der Nähe von Salt Lake City und hinterlässt Melvin einen Brief auf dessen Schreibtisch. Melvin ahnt, dass sich in dem Kuvert möglicherweise das Testament von Howard Hughes befindet, liefert den Brief aber trotzdem ungeöffnet an die Mormonische Kirche in Salt Lake City ab. Tatsächlich stellt sich heraus, dass der Verstorbene Melvin aus Dankbarkeit zu einem der sechzehn Erben des riesigen Vermögens erklärt. Der riesige Medienrummel, der in den USA folgt, verschreckt den Erben von 156 Mio. Dollar, außerdem sieht sich Melvin mit Vorwürfen konfrontiert, die ihn als Hochstapler bezeichnen. Es kommt zu einer gerichtlichen Anhörung in Las Vegas. Obwohl das Schriftgutachten das Testament nicht als Fälschung zu überführen vermag, glaubt der mormonische Richter, dass Melvin die Unwahrheit sagt, und droht ihm mit Anklage und einer möglichen Haftstrafe im Staatsgefängnis von Nevada. Das sogenannte „Mormonische Testament“ wird im September 1978 tatsächlich vom Gericht verworfen.

## Entstehungsgeschichte
Jonathan Demmes Film basiert auf einer wahren Begebenheit, die lose von Drehbuchautor Bo Goldman zu einem Filmskript verarbeitet wurde. Der Tankstellenbesitzer Melvin Dummar aus Willard beharrte darauf, dass er im Dezember 1967 um elf Uhr abends den öffentlichkeitsscheuen Multimilliardär Howard Hughes verloren an einer einsamen Straße in der Wüste Nevadas in seinem Wagen mitgenommen hatte. Dummar, damals 23 Jahre alt, hatte laut Medienberichten Hughes am U.S. Highway 95 über 240 Kilometer nördlich von Las Vegas aufgegriffen, in der Nähe der Kleinstadt Lida Junction. Dummar, der zu dieser Zeit als Minenarbeiter bei der „Basic Magnesium Corp. Mine“ in Gabbs, Nevada, angestellt war, befand sich auf dem Weg nach Los Angeles, wo er seine Frau Lynda habe aufsuchen wollen, die ihn für einen anderen Mann verlassen hatte. Laut Dummars Aussage war Hughes unrasiert und dreckig; er wirkte zerzaust, habe aber jegliche medizinische Versorgung abgelehnt und seinen Retter gebeten ihn nach Las Vegas zu fahren. Dummar habe den Mann früh am nächsten Morgen am Hintereingang des Sands Hotel in Las Vegas abgesetzt und ihm 25 Cents geliehen. Zu diesem Zeitpunkt soll Hughes Dummar auch in Bezug auf seine wahre Identität eingeweiht haben.
Nach Hughes Tod im April 1976 im Alter von 70 Jahren wurde ein handgeschriebenes Testament in der Hauptgeschäftsstelle der Mormonischen Kirche in Salt Lake City entdeckt, das einem gewissen „Melvin DuMar“ ein Sechzehntel eines Vermögens zusprach, das auf über zwei Milliarden US-Dollar geschätzt wurde. Dummar, der so einen Erbteil von 156 Mio. US-Dollar zu erwarten hatte, berichtete, dass ein gutgekleideter Mann ihm den handgeschriebenen letzten Willen von Howard Hughes versiegelt in einem Briefumschlag auf dem Schreibtisch seiner Tankstelle zurückgelassen habe, kurz nachdem Hughes gestorben war. Melvin Dummar habe daraufhin in der Hauptgeschäftsstelle der Church of Jesus Christ of Latter-day Saint das Briefkuvert übergeben, der Hughes (ebenfalls) ein Sechzehntel seines Vermögens hinterlassen hatte.
Das Dokument, das bald als Mormon Will (dt. „Mormonisches Testament“) Popularität erlangte, wurde von einer Jury in Nevada im Juni 1978 als Fälschung verworfen und Dummar erhielt nichts von Hughes Erbe. Daraufhin schrieb Bo Goldman sein Drehbuch, bei dem er sich mehr der Figur des Dummar, als der Frage nach der Echtheit des Testaments widmete. Für die Hauptrolle des Melvin Dummar wurde der Schauspieler Paul Le Mat verpflichtet, der u. a. in einer Nebenrolle in George Lucas’ American Graffiti (1973) zu sehen war. Die Rolle von Dummars erster Ehefrau Lynda wurde mit Mary Steenburgen besetzt, die ihre Filmkarriere erst zwei Jahre zuvor mit der Western-Komödie Der Galgenstrick (1978) an der Seite von Jack Nicholson begonnen hatte. In der Rolle des Howard Hughes agierte der renommierte Film- und Theaterschauspieler Jason Robards. Gedreht wurde an Originalschauplätzen in Nevada und Utah, darunter in den Städten Gabbs, Las Vegas, Ogden und Reno. Der japanisch-amerikanische Kameramann Tak Fujimoto verwendete für den Dreh Panaflex-Kameras und Linsen von Panavision.

## Rezeption
Melvin und Howard feierte seinen US-amerikanischen Kinostart am 19. September 1980. Die Tragikomödie blieb zwar mit Bruttoeinnahmen von 4,3 Mio. US-Dollar finanziell hinter den Erwartungen, doch erhielt die Produktion weitgehend positive Resonanz seitens der Kritik, die sie als satirischen Blick auf den amerikanischen Traum verstanden hat. Mit seiner sechsten Regiearbeit und dem vorangegangenen Werk Flotte Sprüche auf Kanal 9 (1977), in dem ebenfalls Paul Le Mat die Hauptrolle bekleidet hatte, erwarb sich Jonathan Demme einen Ruf als Sozialsatiriker. Er wurde mit dem vor allem für seine Screwball-Komödien bekannten Hollywood-Regisseur Preston Sturges (1898–1959) verglichen. Kritische Stimmen merkten an, dass der Film keine wirkliche Auflösung biete. Während es in Sturges’ Werken vierzig Jahre zuvor möglich gewesen war, dass der Tollpatsch triumphierte, war dies in den Filmen und dem zunehmenden Pessimismus Anfang der 1980er Jahre undenkbar geworden.
Ebenfalls großartige Kritiken erhielt das Schauspielensemble, insbesondere Paul Le Mat als ewiger Optimist Melvin Dummar, Mary Steenburgen in ihrer dritten Filmrolle als dessen Filmehefrau Lynda und Jason Robards, der einen kurzen Auftritt als Howard Hughes absolvierte. Le Mat und Steenburgen konnten jedoch nie wieder so eindrucksvoll in Erscheinung treten. Heute gilt der Film, dessen Inszenierung mit den Jahrzehnten noch immer nichts von ihrem Reiz verloren hat, als Klassiker. Regisseur Jonathan Demme, dem Melvin und Howard als Sprungbrett in Hollywood diente, war später u. a. für Publikums- und Kritikererfolge wie den Thriller Das Schweigen der Lämmer (1991) und das Aids-Drama Philadelphia (1993) verantwortlich. In der Bundesrepublik Deutschland kam Melvin und Howard anderthalb Jahre nach seinem US-Kinostart am 2. April 1982 in die Kinos.

## Kritiken
- „Robards ist ein kühl wirkender, schlagkräftiger Hughes. Aber der Film gehört Paul Le Mat, als Dummar.“ – Chicago Sun-Times
- „Jonathan Demmes Film nimmt den Dauerglotzer-Geschmack des mittleren Amerikas behutsam auf die Schippe und seine Darsteller spielen brillant. Le Mat hat viele Filme gemacht, inklusive 'American Graffiti', aber er war vorher und nachher niemals mehr so gut wie hier.“ – BBC
- „Der authentische, kraftvolle Film erzählt beider Freundschaft mit beeindruckenden Bildern und unvergeßlichem Spiel.“ – Lexikon „Filme im Fernsehen“ (Wertung: 2½ Sterne = überdurchschnittlich)[1]
- „Die Charaktere werden in einer liebevollen, gut gelaunten und, was am wichtigsten ist, unprätentiösen Art betrachtet, hervorgehoben durch Tak Fujimotos ('Badlands', 'Philadelphia') zwanglose, freiförmige Photographie eher einer TV-Reportage ähnelnd. Abgesehen von ein paar finsteren Augenblicken, bleibt der Film lebhaft und enthusiastisch, gerade so wie sein zentraler Charakter beispielhaft hinweisend auf Melvins Beharrlichkeit, dass das was wirklich zählt, was auch immer mit dem Geld geschieht, ist, dass 'Howard Hughes meinen Song gesungen hat'.“ – Edinburgh University Film Society
- „Mr. Le Mat spielt Melvin mit der sanften aber optimistischen Erwartungshaltung von jemanden, der einen Spielautomaten bedient. Miss Steenburgen ist bezaubernd als Lynda, genauso wie Pamela Reed als die etwas mehr geduldigere Bonnie... Mr. Robards ist nicht lange auf der Leinwand, sieht aus wie etwas aus einem gutartigen Albtraum, er ist die mythische Gestalt, die den Knoten zur vollkommenen Phantasie abgibt.“ – New York Times

## Filmmusik
- Amazing Rhythm Aces: Amazing Grace Used To Be Her Favorite Song
- Crazy Horse: Gone Dead Train

Downtown
- Creedance Clearwater Revival: Fortunate Son
- Daniel Dean Darst: Love can’t hold a Ramblin’ man

  Southern Belles
  Hard Way To Go
- Faron Young: Hello Walls
- Ray Conniff: It Game Upon a Midnight Clear
- Elise Hudson: Motlow’s Lament
- Phil Ochs: My Kingdom for a car
- Bob Wills und seine Texas Playboys:  San Antonio Rose
- The Rolling Stones: Satisfaction
- The Bait Brothers: Shake the Ground
- Sir Douglas Quintet: She’s about a Mover
- Buddy Emmons: Steel Guitar Rag
- Eddy Arnold: Tennessee Stud
- Henry Mancini und sein Orchester: Windmills of your mind

## Auszeichnungen
Melvin und Howard war im Jahr 1981 (offizielle Zählung 1980) für drei Oscars nominiert. Bei der Verleihung des Filmpreises am 31. März im Dorothy Chandler Pavilion in Los Angeles konnte sich Mary Steenburgen als beste Nebendarstellerin u. a. gegen Eileen Brennan (Schütze Benjamin), Cathy Moriarty (Wie ein wilder Stier) und die Gewinnerin des National Board of Review Awards in dieser Kategorie, Eva Le Gallienne (Der starke Wille), durchsetzen. Ebenfalls mit einem Oscar preisgekrönt wurde das Drehbuch von Bo Goldman, während sich Nebendarsteller Jason Robards dem 20-jährigen Nachwuchsdarsteller Timothy Hutton (Eine ganz normale Familie) geschlagen geben musste. Bei der Golden-Globe-Verleihung drei Monate zuvor war Mary Steenburgen ebenfalls mit dem Preis für die beste Nebendarstellerin gewürdigt worden. Nominiert war die Tragikomödie für drei weitere Preise, u. a. in den Kategorien Beste Filmkomödie bzw. Musical sowie Bester Hauptdarsteller in einer Komödie bzw. Musical, in denen Jonathan Demmes Film gegen Michael Apteds Nashville Lady bzw. Schauspieler Ray Sharkey (Idolmaker – Das schmutzige Geschäft des Showbusiness) den Kürzeren zog.
Ferner wurde das Originaldrehbuch von der Writers Guild of America prämiert. Jason Robards wurde von der Filmkritikervereinigung in Boston, Mary Steenburgen u. a. von jenen in Los Angeles und New York ausgezeichnet.

### Oscar 1981
- Beste Nebendarstellerin (Mary Steenburgen)
- Bestes Originaldrehbuch
- nominiert in der Kategorie Bester Nebendarsteller (Jason Robards)

### Golden Globe Award1981
- Beste Nebendarstellerin (Mary Steenburgen)

Nominierungen in den Kategorien
- Bester Film – Komödie/Musical
- Bester Hauptdarsteller – Komödie/Musical (Paul Le Mat)
- Bester Nebendarsteller (Jason Robards)

### Weitere Auszeichnungen
Boston Society of Film Critics Awards 1981
- Bester amerikanischer Film
- Bester Nebendarsteller (Jason Robards)
- Beste Nebendarstellerin (Mary Steenburgen)
- Bestes Drehbuch

Kansas City Film Critics Circle Awards 1981
- Beste Nebendarstellerin (Mary Steenburgen)

Los Angeles Film Critics Association Awards 1980
- Beste Nebendarstellerin (Mary Steenburgen)

National Society of Film Critics Awards 1981
- Bester Film
- Beste Nebendarstellerin (Mary Steenburgen)
- Bestes Drehbuch

New York Film Critics Circle Awards 1980
- Beste Regie
- Beste Nebendarstellerin (Mary Steenburgen)
- Bestes Drehbuch

Writers Guild of America 1981
- Bestes Drehbuch – Drama

## Inhalt des „Mormonischen Testaments“
Der Originaltext des handgeschriebenen Dokuments, das als sogenannter Mormon Will (dt.: Mormonisches Testament) Bekanntheit erlangte:
Last Will and Testament
I, Howard R. Hughes, being of sound mind and disposing mind and memory, not acting under duress, fraud or the undue influence of any person whomever, and being a resident of Las Vegas, Nevada, declare that this is to be my last will and revolt [sic] all other wills previously made by me –
After my death, my estate is to be devided [sic] as follows –
First: one-forth [sic] of all my assets to go to Hughes Medical Institute of Miami –
Second: one-eight [sic] of assets to be devided [sic] among the University of Texas – Rice Institute of Technology of Houston – the University of Nevada – and the University of Calif.
Third: one-sixteenth to Church of Jesus Christ of Latter-day Saints – David O. McKay – Pre.
Forth [sic]: one-sixteenth to establish a home for orphan cildren [sic] –
Fifth: one-sixteenth of assets to go to Boy Scouts of America.
Sixth: one-sixteenth to be devided [sic] among Jean Peters of Los Angeles and Ella Rice of Houston –
Seventh: one-sixteenth of assets to William R. Loomis [sic] of Houston, Texas –
Eighth: one-sixteenth to go to Melvin DuMar [sic] of Gabbs, Nevada –
Ninth: one-sixteenth to be devided [sic] among my personal aides at the time of my death –
Tenth: one-sixteenth to be used as school scholarship fund for entire country – the spruce goose is to be given to the City of Long Beach, Calif.
The remainder of my estate is to be devided [sic] among the key men of the company's [sic] I own at the time of my death.
I appoint Noah Dietrich as the executer[sic] of this will –
Signed the 19 [sic] day of March 1968
Howard R. Hughes
Melvin Dummar, today